# Casa Irmãos Sagiorato Ltda.
A Casa Irmãos Sagiorato Ltda. está localizada na R. Artur Vergueiro, nº 356-A – Centro de Espírito Santo do Pinhal, no estado de São Paulo.
A construção em estilo eclético com influência neoclássica foi construído com alvenaria de tijolos e está tombado pelo Conselho de Defesa do Patrimônio Histórico - Condephaat. Está edificação faz parte do conjunto de onze imóveis tombados do período entre 1880 e 1920 na cidade de Espírito Santo do Pinhal.